# Ludmírov
Ludmírov település Csehországban, a Prostějovi járásban. Ludmírov Vysoká, Jesenec, Kladky, Konice, Hvozd, Dzbel, Březsko és Bouzov településekkel határos. Lakosainak száma 519 fő (2024. január 1.).

## Népesség
A település lakosságának változását az alábbi diagram mutatja:
| Lakosok száma | 1348 | 1304 | 1185 | 840  | 636  | 585  | 570  | 555  | 527  | 519  |
|               | 1869 | 1890 | 1921 | 1950 | 1980 | 2001 | 2017 | 2019 | 2022 | 2024 |